# Gonocaryum lobbianum
Gonocaryum lobbianum är en järneksväxtart som först beskrevs av John Miers, och fick sitt nu gällande namn av Wilhelm Sulpiz Kurz. Gonocaryum lobbianum ingår i släktet Gonocaryum och familjen Stemonuraceae. Inga underarter finns listade i Catalogue of Life.